# Hans-Christian Kaubitzsch
Hans-Christian Kaubitzsch (* 30. Oktober 1955) ist ein ehemaliger deutscher Fußballspieler. Zwischen 1977 und 1983 spielte er für Chemie Böhlen und Chemie Leipzig in der DDR-Oberliga, der höchsten Spielklasse im DDR-Fußball. Kaubitzsch ist zweifacher DDR-Juniorennationalspieler.

## Sportliche Laufbahn
Nachdem die DDR-Juniorennationalmannschaft 1973 beim UEFA-Juniorenturnier Vizemeister geworden war, wurde im Juni eine neue Auswahl zusammengestellt, zu der auch Hans-Christian Kaubitzsch vom 1. FC Lokomotive Leipzig gehörte. Er bestritt die ersten beiden Länderspiele der neuen Auswahl, in der er als Verteidiger eingesetzt wurde. Der 1. FC Lok nahm ihn anschließend in die DDR-Liga-Mannschaft Lok Leipzig II auf, für die er 1973/74 drei Punktspiele absolvierte. Mit der Juniorenmannschaft des 1. FC Lok gewann Kaubitzsch 1974 die Meisterschaft in der Juniorenoberliga.
In der Saison 1974/75 war der 1,77 m große Kaubitzsch bereits Stammspieler der 2. Mannschaft, denn in den 22 ausgetragenen Punktspielen kam er 17-mal zum Einsatz und erzielte zwei Tore. Da die Mannschaft die Saison als Absteiger beendete, spielte Kaubitzsch anschließend in der drittklassigen Bezirksliga und 1976/77 in der neu eingerichteten Nachwuchsoberliga.
Da es Kaubitzsch nicht gelang, sich für die Oberligamannschaft zu empfehlen, wurde er zur Saison 1977/78 zum Oberligisten Chemie Böhlen abgegeben. Dort wurde er bis zum April 1978 in zwölf Oberligaspielen eingesetzt. Acht Mal stand er in der Startelf und wurde dort überwiegend als Abwehrspieler eingesetzt. Im Mai 1978 wurde er für 18 Monate zum Wehrdienst in der Nationalen Volksarmee eingezogen. Als er im Oktober 1979 entlassen wurde, spielte Chemie Böhlen bereits die zweite Saison in der zweitklassigen DDR-Liga, stieg aber am Saisonende wieder in die Oberliga auf. Kaubitzsch war daran noch mit sechs Punktspieleinsätzen beteiligt. In seiner zweiten Oberligaspielzeit 1980/81 wurde Kaubitzsch vom 4. Spieltag an als Mittelfeldspieler eingesetzt, hatte nach dem 10. Spieltag einen mehrmonatige Pause und kam erst am Saisonende noch zu drei Punktspieleinsätzen. Da Chemie Böhlen nicht den Klassenerhalt schaffte, fand sich Kaubitzsch zur Spielzeit 1981/82 erneut in der DDR-Liga wieder, kam aber nicht über sechs Punktspieleinsätze hinaus.
Noch im Laufe der Saison 1981/82 wechselte Kaubitzsch zum Liga-Konkurrenten Chemie Leipzig, wo er bis zum Saisonende auch nur zwei Punktspiele bestritt. Erst in der Spielzeit 1982/83 gelang ihm der Sprung in die Stammelf der Leipziger. Bei 22 Punktspielen und acht Aufstiegsspielen, die zur Rückkehr in die Oberliga führten, wurde Kaubitzsch 20-mal eingesetzt und erzielte auch ein Tor. In seiner dritten Oberligaspielzeit 1983/84 wurde er anfangs von Trainer Wolfgang Müller regelmäßig und überwiegend als Abwehrspieler eingesetzt. Als Müller nach acht Spieltagen von Gerd Struppert abgelöst wurde, kam Kaubitzsch nur noch zweimal in der Hinrunde als Einwechselspieler zum Zuge. Nachdem er in der Rückrunde nicht mehr aufgeboten wurde, beendete er seine Laufbahn im höherklassigen Fußball.